# Heinrich Grünfeld (Musiker)

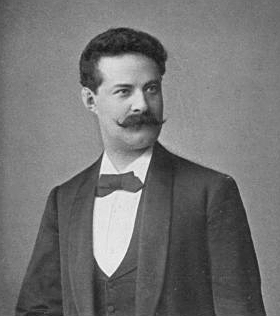
Heinrich Grünfeld
in den 1890er Jahren

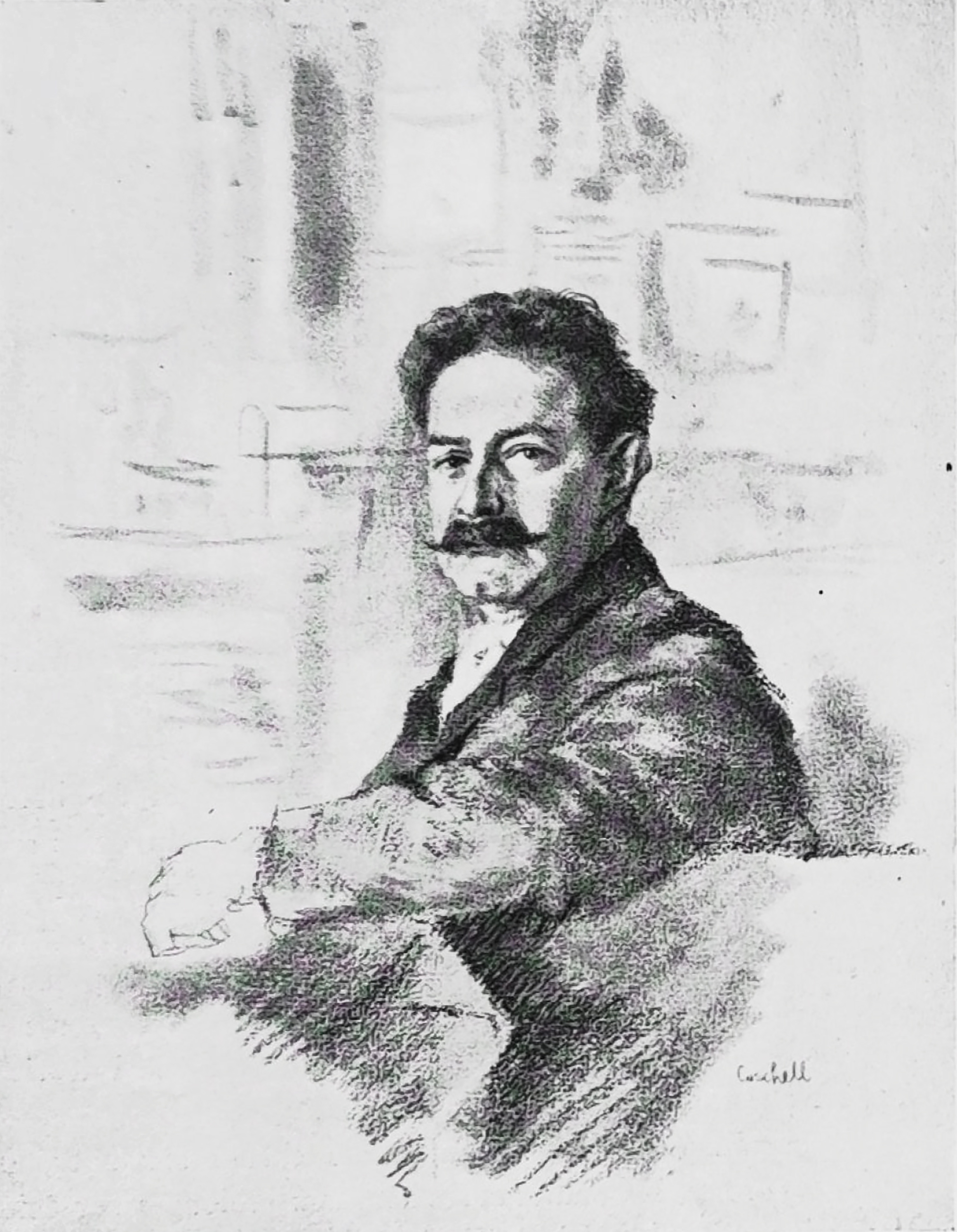
Heinrich Grünfeld. Radierung von Moritz Coschell 1907

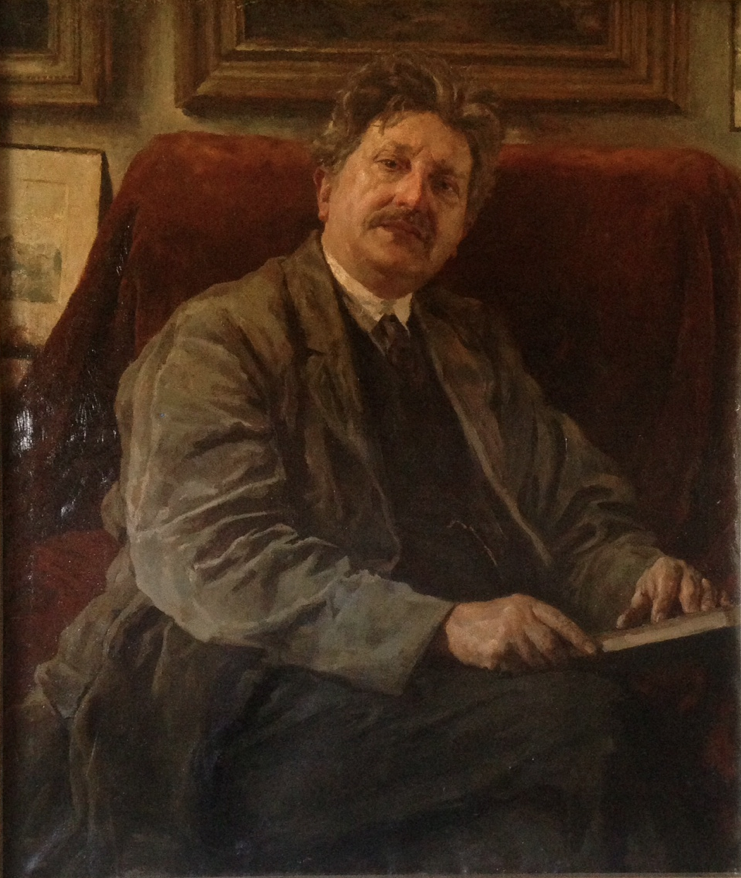
Porträt von Heinrich Grünfeld im Alter von 70 Jahren,
Gemälde von Moritz Coschell

Heinrich Grünfeld (* 21. April 1855 in Prag; † 26. August 1931 in Berlin) war ein österreichisch-deutscher Violoncellist und Musikpädagoge.

## Leben und Wirken
Heinrich Grünfeld stammte aus einer wohlhabenden jüdischen Familie. Er wurde geboren in der Prager Neustadt als das vierte von zehn Kindern des Lederhändlers Moses (Moritz) Grünfeld (* 1817 Kolín; † 1882, Wien) und seiner Gattin Regina, geborene Pick (* 1826 Ossegg; † 1881, Wien) Sein Bruder Alfred, das zweitgeborene Kind, wurde ein bekannter Pianist und Komponist. Heinrich Grünfeld studierte bis 1873 am Prager Konservatorium bei František Hegenbarth. 1873 bis 1875 war er als Solocellist an der Komischen Oper Wien tätig. 1876 ging er nach Berlin, arbeitete dort 1876/1877 als Solocellist bei der „Berliner Symphonie-Kapelle“ (Dirigent: Franz Mannstädt) und unterrichtete 1876 bis 1884 an Theodor Kullaks Neuer Akademie der Tonkunst.
Im Jahr 1878 begründete er zusammen mit Xaver Scharwenka und Gustav Hollaender die Abonnementskonzerte für Kammermusik. Später waren Émile Sauret (1915–1920), Max von Pauer und Florián Zajíc (1915–1924) seine Partner. Diese Konzerte fanden mehr als 50 Jahre lang regelmäßig in der Sing-Akademie zu Berlin statt und wurden erst im Februar 1929, mit dem Rückzug Grünfelds aus dem aktiven Musikerleben, eingestellt.
Er unternahm – oft zusammen mit seinem Bruder Alfred – zahlreiche Konzertreisen in Deutschland, Österreich-Ungarn, Russland, Italien, Frankreich und den USA. 
Eine erste „Trio-Vereinigung“ bildete Grünfeld mit Max von Pauer und Florián Zajíc von etwa 1896 bis 1899. Ab 1913 folgte die „Berliner Trio-Vereinigung“ mit dem Pianisten Moritz Mayer-Mahr (Klavier) und den Geigern Bernhard Dessau (bis 1918) bzw. Alfred Wittenberg (ab 1918). Im Herbst 1929 folgte als Cellist Joseph Schuster (1903–1969) auf Grünfeld. Das Trio wurde aber kurze Zeit später aufgelöst.
1886 wurde er zum Preußischen Hof-Violoncellisten, im Januar 1904 zum königlich-preußischen Professor ernannt.
Grünfeld war bekannt für seinen schlagfertigen Witz. Er verkehrte im literarischen Salon von Richard M. Meyer und seiner Gattin Estella sowie im Hause des Kohlemagnaten Eduard Arnhold. Laut Siegmund Kaznelson (Juden im deutschen Kulturbereich) blieb er in Erinnerung als „liebenswürdiger Repräsentant des intimeren Genres und Kammermusiker“.
Er war seit 1910 mit Adelheid Andree (* 1870, Leipzig; † nach 1942) verheiratet. 
Grünfeld starb 1931 im Alter von 76 Jahren in einer Berliner Klinik an den Folgen einer Arteriosklerose. Er wurde auf dem Friedhof Wilmersdorf beigesetzt, sein Grab besteht heute nicht mehr.
Er gehörte auch zu den Freimaurern, wie sein Bruder Alfred.

## Werke
- Im Berliner Fürstner-Verlag erschienenen von ihm verfasste Transkriptionen bzw. Kompositionen für Violoncello.[11]
- Bernhard Romberg: Violoncell-Schule. Neu revidirt (sic!) und herausgegeben von J[ules] de Swert und H. Grünfeld. Bote & Bock, Berlin 1888, Neuausgabe 1925
- Heinrich Grünfeld: In Dur und Moll. Begegnungen und Erlebnisse aus 50 Jahren. Mit einem Geleitwort von Gerhart Hauptmann. Grethlein & Co., Leipzig 1923.